# Maria Cammarata
Maria Cammarata, est une syndicaliste italienne du xixe – xxe siècles et cheffe paysanne de la section locale de Piana degli Albanesi des Faisceaux siciliens de 1893 à 1894.

## Biographie
Il n'y a pas d'informations très développées sur la vie de Maria Cammarata, de sa date de naissance à celle de son décès ni de ses activités hors-syndicalisme. Elle est avant tout mentionnée pour ses activités syndicales à Piana dei Greci — aujourd'hui Piana degli Albanesi.

### Syndicalisme paysan au sein desFasci Siciliani
Les Fasci Siciliani (« Faisceaux siciliens ») sont un mouvement syndicaliste ouvrier et paysan dont les origines remontent à l'année 1889. Engagée dans la défense des populations précaires de l'île et l'obtention de nouveaux droits sociaux, les Faisceaux siciliens sont à l'origine d'un important conflit social en Sicile. Malgré sa violente répression en 1894, le mouvement a permis l'adoption de quelques lois sociales.
L'organisation locale des Faisceaux de travailleurs siciliens à Piana dei Greci se créé en mars 1893 sous l'impulsion de Nicola Barbato. Deux sections existent : l'une masculine et l'autre féminine. La première compte 2 500 membres et la seconde près de 1 000 membres. Maria Cammarata en devient la cheffe à une date indéterminée. La section féminine organise ses propres réunions dans son propre local et a sa propre banderole lors des manifestations. En 1893, les militantes organisent un boycott des processions religieuses annuelles en protestation de l'opposition des prêtres au mouvement. Les femmes sont très souvent présentes au premier rang des manifestations et subissent également la répression du gouvernement allié par circonstance à la mafia locale. L'historiographie juge considérable l'apport des femmes au mouvement même si celui est en grande majorité négligé dans l'histoire du mouvement.

### Congrès de 1893
Le 22 mai 1893 se tient un congrès du mouvement des Faisceaux siciliens à Palerme auquel Maria Cammarata participe en tant que cheffe de la section féminine locale à Piana dei Greci. Lors de ce congrès, l'union de tous les faisceaux en Sicile est décidée. Maria Cammarata y intervient en interpelant le congrès de l'urgence d'assurer l'inscription des femmes dans les fasci. La présence de ces représentants lors du congrès ainsi que leurs interventions témoignant de leur sens politique aigu surprennent les participants et témoins de la rencontre. Le rédacteur en chef de Giornale di Sicilia déclare : « Je n'arrivais pas à y croire moi-même. Elles ont parlé haut et fort, avec aisance et un courage étonnant. » L'intervention de Maria Cammarata est particulièrement remarquée.